# Alsomitra macrocarpa

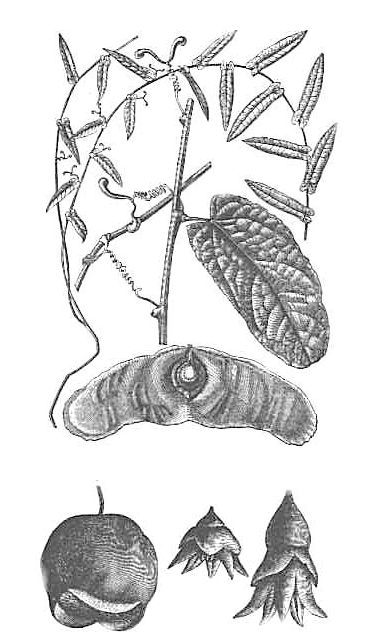
Nell'immagine sono rappresentate diverse parti non in scala: il frutto aperto (in basso a sinistra), i fiori (in basso a destra), il seme alato (al centro), lo stelo con il fogliame (in alto).
Meyers großes Konversationslexikon

Alsomitra macrocarpa (Blume) M.Roem., 1843, conosciuta anche come cetriolo di Giava, è una pianta rampicante appartenente alla famiglia delle Cucurbitaceae, originaria dell'arcipelago malese. È l'unica specie nel genere Alsomitra (Blume) Spach.

## Tassonomia
Questa pianta fu descritta per la prima volta nel 1825 da Carl Ludwig Blume, il quale la battezzò Zanonia macrocarpa, a partire da materiale fruttifero raccolto presso il monte Parang, nell'isola di Giava. Nel 1843 Max Joseph Roemer pubblicò un articolo riguardante la stessa pianta, che egli chiamò Alsomitra macrocarpa, includendo altre sette specie appartenenti allo stesso genere, genere che però non definì. Nel 1881, Alfred Cogniaux associò entrambe le specie alla Macrozanonia macrocarpa. Oggi il nome accettato è quello dato da Roemer: Alsomitra macrocarpa.

## Descrizione
Come detto, Alsomitra macrocarpa è una pianta rampicante che si aggrappa ai supporti grazie a dei viticci. Dotata di foglie verdi lucenti, ovali e lunghe circa 12–15 cm, questa pianta produce piccoli fiori verdastri raggruppati in grappoli e dotati di un ricettacolo a campana su cui trovano posto cinque sepali fusi tra loro e cinque stretti petali ellittici dall'estremità appuntita.

Il frutto di Alsomitra macrocarpa è un tipico peponide, avente forma ellissoidale, un gambo corto e spesso e capace di arrivare a misurare fino a 30 cm di diametro. Una volta maturato, il frutto, che ha in tutto l'aspetto di una campana sospesa tra gli alberi, si apre nella parte inferiore, lasciando uscire una gran numero di semi alati aventi ognuno un peso di circa 0,2 grammi.

### Semi
Il seme di questa specie ha la forma di una disamara ed è quindi dotato di due brattee membranose e trasparenti che si estendono da entrambi i suoi lati, leggermente inclinate all'indietro, per una larghezza totale di circa 13 cm. Quando il frutto si apre, il seme, incastonato tra le due ali, è libero di planare lontano dall'albero, volando con moto fugoide, ossia salendo e perdendo velocità per poi scendere e riguadagnarne e quindi risalire, il tutto con un angolo di incidenza praticamente costante, che gli permette di percorrere lunghe distanze. Basti pensare che in passato questi semi venivano spesso trovati sui ponti delle navi in mare.
La relativa stabilità dei semi in termini di beccheggio e rollio, incuriosì diversi dei primi pionieri del volo. Dalla struttura del seme prese ad esempio ispirazione l'ingegnere austriaco Igo Etrich (basandosi anche su studi effettuati sugli stessi semi dal fisico e zoologo Friedrich Ahlborn che li aveva pubblicati un decennio prima) per la realizzazione, nel 1910, del suo Etrich Taube, mentre un altro pioniere degli stessi anni, John W. Dunne, dopo aver studiato il movimento dei semi di Alsomitra macrocarpa, ritenne che il loro volo non fosse direzionalmente stabile e quindi scartò l'idea di ispirarsi a loro nella realizzazione di aeromobili.